# 智神星一号运载火箭
智神星一号运载火箭（英語：PALLAS-1）是由中华人民共和国民营航天公司星河动力研制的部分可复用液氧煤油液体燃料运载火箭，以“智神星”命名，基本型由一级和二级构成，可选装“爱神星一号”先进液体上面级形成三级构型。智神星一号预计2025年6月首飞。

## 发射记录

### 数据统计
- 部分失利
- 失利
- 成功
- 计划